# 松泉 (亞利桑那州)
松泉（英語：Pine Springs）是位於美國亞利桑那州阿帕契縣的一個非建制地區。該地的面積和人口皆未知。

## 地理
松泉的座標為35°24′19″N 109°16′48″W / 35.40528°N 109.28000°W，而該地的平均海拔高度為2124米（即6968英尺）。